# Dounkora
Dounkora är en ort i Burkina Faso.   Den ligger i regionen Sud-Ouest, i den sydvästra delen av landet, 260 km sydväst om huvudstaden Ouagadougou. Dounkora ligger 304 meter över havet och antalet invånare är 115.
Terrängen runt Dounkora är platt. Runt Dounkora är det ganska glesbefolkat, med 45 invånare per kvadratkilometer.. Närmaste större samhälle är Diourao, 10,4 km nordväst om Dounkora.
Omgivningarna runt Dounkora är huvudsakligen savann.